# ホーランド・スミス
ホーランド・マクテイラー・スミス（Holland McTyeire Smith、1882年4月20日 - 1967年1月12日）は、アメリカ海兵隊の軍人、最終階級は大将。当時のアメリカ海兵隊における上陸作戦のエキスパートとして「水陸両用戦の父」と呼ばれ、血なまぐさい状況が引き起こされることが確実な敵前強行上陸と太平洋戦争の島嶼での戦闘で特徴的なその後の殲滅戦を冷徹に受け入れることができる鉄の意志を持った人間であった。

## 生涯
スミスは1882年4月20日アメリカ合衆国アラバマ州ラッセル郡でジョン・ウェズリー・スミスとコルネリア・キャロライン・マクタイラー・スミスの間に生まれた。1901年にAlabama Polytechnic Institute（現・オーバーン大学）から科学の学士号を取得した。スミスは既に軍人志望の意思を固めており、アラバマ州兵の騎兵隊に入って軍曹（First Sergeant）となった。一方で、スミスは1903年にアラバマ大学から法学の学士号を取得し、モンゴメリー郡で1年間法律を学んだ。スミスは陸軍将校への任官を志望していたが、陸軍に欠員がなかったため、1905年3月20日に海兵隊少尉に任官し、海兵隊将校となった。
1906年4月アナポリスでの教育課程を修了。第一次世界大戦では部下たちから「ハウリン・マッド」のニックネームをつけられるほどの勇戦を見せた。同大戦中にはアメリカ陸軍指揮幕僚大学が休校中（1916-20年）のため、フランスのLangresラングルに設置された Army General Staff College（AGSC）陸軍幕僚大学（1917.11~1918.12）に、海兵隊から入学した最初の6人の士官の一人として入学。1918年2月に卒業して上級指揮官への道を踏み出した。

## 第二次世界大戦
1939年には、准将に昇進して第1海兵旅団長となる。1941年2月に第1海兵師団の初代師団長となり、6月には大西洋艦隊所属の第一軍司令官となる。指揮下には第1海兵師団と陸軍第1・第3歩兵師団が存在していた。第二次世界大戦前夜、スミスは海軍・陸軍そして海兵隊の部隊に対して水陸両用戦の訓練を実施した。これは太平洋・大西洋の戦いにおいて米軍の上陸作戦の成功の大きな要因となった。
太平洋戦争が勃発すると1942年5月にアレクサンダー・ヴァンデグリフト少将指揮の第1海兵師団がスミスの指揮から離れ、太平洋方面の激戦地ガダルカナル島に投入された。続いて8月にはスミス自身も太平洋戦線に移り、太平洋艦隊所属の上陸司令官となった。スミスは太平洋戦線に移った後、アッツ島攻略作戦に観戦武官として参加、ギルバート・マーシャル諸島の戦い・サイパンの戦いの上陸軍を指揮するなど第一線で戦った。なおこのサイパン島の戦いの折、進軍が遅いのは、指揮に問題があるとして陸軍の第27歩兵師団長ラルフ・スミス少将を更迭する「スミス対スミス事件」が発生している。
その後、硫黄島の戦いで第56任務部隊の司令官として、第5両用戦軍団 （第3海兵師団、第4海兵師団、第5海兵師団からなる）を指揮した。この硫黄島の戦いは、太平洋戦争中、アメリカ軍の損害が日本軍の損害を上回ったまれな例で、戦死・負傷者はあわせて3万人近かった。そのため責任をとらされ事実上解任された。レイモンド・スプルーアンスやリッチモンド・K・ターナーは彼が沖縄戦の指揮を取ることを要望したが、前述のスミス対スミス事件で上官である太平洋方面最高司令官チェスター・ニミッツをはじめとする上層部から不興を買っていたため却下され彼が沖縄で戦うことはなかった。結局、沖縄戦の司令官には陸軍のサイモン・B・バックナー・ジュニア中将が任命された。1945年9月2日の戦艦「ミズーリ」での日本降伏調印式において、幕僚からスミスを出席させてはどうかと進言があった際もニミッツは拒否したという。

## 退役後
1946年5月に退役、退役軍人名簿上で名誉大将の階級を与えられた。退役後はカリフォルニア州ラホーヤに住んで趣味の園芸に没頭した。1948年に自叙伝を執筆、ベストセラーとなる。1967年1月12日にカリフォルニア州サン・ディエゴの海軍病院で死去、84歳だった。葬儀は14日、海兵隊新兵訓練所の教会で行われ、フォート・ローズクランズ国立墓地に埋葬された。スミス家はホーランドの妻エイダ・B・ウィルキンソンは1962年に死亡していたが、息子のジョン・V・スミス少将が継いで家名を残した。

## 人物
荒っぽい性格ですぐに怒鳴ることから、「ハウリン・マッド」（“Howlin' Mad”， 「わめき散らす狂人」の意）や「マッド・スミス」（“Mad Smith”， 「狂人スミス」）と呼ばれた。
上陸作戦を巡っては水陸両用部隊を指揮しており、スミス同様その性格から“テリブル・ターナー”（「恐怖のターナー」）の異名で呼ばれたリッチモンド・K・ターナー海軍中将とは、権限範囲などを巡ってしょっちゅう怒号の応酬が繰り広げられていた。また、陸軍との関係も険悪で、「スミス対スミス事件」の折には太平洋方面陸軍司令官ロバート・C・リチャードソン, Jr.中将から「君らは波打ち際を走るただの集団ではないか。陸上での戦闘を知っているのか。君ら指揮官は陸軍将官のように大部隊を指揮する訓練を受けていないし、その能力も無い」と罵倒されている。
一方で海兵隊内においては海兵隊自身がダグラス・マッカーサー陸軍大将らに「海兵隊は蕃地で原住民と戦うくらいしか能力のない特殊な武力小集団」と見下されていたこともあり、スミスに対しては好意的な評価もあった。特に海兵隊総司令官であったトーマス・ホルコム中将はスミスがどんな高官が相手であっても海兵隊の考えを貫いてくれると期待を寄せていた。
海軍でもレイモンド・A・スプルーアンスは高く評価しており、ギルバート・マーシャル諸島の戦いにはスミスのような男が必要だとして、当時スミスの上官だった南太平洋方面軍司令官ウィリアム・F・ハルゼー大将に頼み込んで転属させてもらった程であった。のちに沖縄戦で日本軍の神風特攻によって海軍の被害が増すにつれてスプルーアンスは「陸軍航空隊の連中は恐怖のあまり、高高度でロクに当たりもしない爆弾を落とすだけで役に立たない。ホーランド・スミスのような勇猛な男が指揮官だったらこれほど苦労はしなかったであろう」とぼやいたという。人間的には好悪が分かれたが、その勇猛さは折り紙つきで、ディスティングシュド・サービスメダル、パープルハート章を受章したほか多くの勲章を受けている。

## 栄典
| Gold star · Gold star · Gold star · Gold star |             |  |                                                                     |
| Bronze star · Bronze star · Bronze star       |             |  | Bronze star · Bronze star · Bronze star · Bronze star · Bronze star |
|                                               | Bronze star |  | Silver star                                                         |
|                                               |             |  |                                                                     |

|                                     | 5/16インチ星章4個付海軍殊勲章  | パープルハート章                     |                                             |
| 3/16インチ従軍星章3個付海兵隊遠征章 | ドミニカ従軍章                 | メキシコ従軍章                       | 略章5個付第一次世界大戦戦勝記念章           |
| ドイツ占領軍記章                    | 基地略章付アメリカ防衛従軍記章 | アメリカ従軍記章                     | 3/16インチ従軍星章5個付アジア・太平洋従軍章 |
| 第二次世界大戦戦勝記念章            | ドミニカ功労勲章一等           | 棕櫚の葉付1914年乃至1918年従軍十字章 | バス勲章ナイト・コマンダー                  |